# Edward Jenner
Edward Jenner (Berkeley, 17 maggio 1749 – Berkeley, 26 gennaio 1823) è stato un medico e naturalista britannico, noto per l'introduzione del vaccino contro il vaiolo e considerato il padre dell'immunizzazione. Oltre agli studi di medicina, Jenner si dedicò allo studio delle mongolfiere, del tartaro emetico e del cuculo; per quest'ultimo fu anche nominato membro della Royal Society nel 1789.

## Biografia

### I primi anni e l'educazione
Edward Jenner nacque a Berkeley, nel Gloucestershire, il 17 maggio 1749, ultimo dei sei figli di Stephen Jenner, vicario della città, e della figlia del precedente vicario (il reverendo Henry Head).
Sin dalla più tenera età, con gli insegnamenti della madre prima e del padre poi, Edward fu istruito secondo un'educazione classica, grazie alla quale il latino diventò parte del suo linguaggio quotidiano.
La precoce scomparsa, in breve tempo, di entrambi i genitori lasciò un segno indelebile nel piccolo. L'educazione cristiana datagli dal padre, le figure della sorella Mary, che per lui divenne quasi una seconda madre, e quella quasi paterna del fratello maggiore Stephen resero meno difficile la sua crescita. Nel 1756, all'età di sette anni, Edward fu mandato a studiare presso la scuola di grammatica di Cirencester. 

### Gli studi di medicina
Nel 1761, all'età di dodici anni, finì gli studi di grammatica. Era arrivato il momento di scegliere un impiego e il giovane scelse la via della medicina. Fece richiesta a Oxford, ma venne rifiutato a causa delle sue condizioni di salute dopo l'epidemia di vaiolo che l'aveva colpito qualche anno prima, ma che era riuscito a superare. Fu quindi affidato a Mr. Ludlow, un chirurgo di Chipping Sodbury con il quale rimase per sette anni, durante i quali Jenner imparò tutto quanto c'era da sapere sulla professione di medico di campagna.
Tra la fine del Settecento e l'inizio dell'Ottocento, il vaiolo in Europa crebbe con una rapidità allarmante: tra i malati, una persona su sei moriva. Solo a Londra morivano circa 3 000 persone l'anno e in tutta l'Inghilterra 40 000. Si ricorreva alla variolizzazione contro il vaiolo, ma nel 1722 si cominciò a riconoscere l'inefficacia e spesso la pericolosità del metodo, mentre si notò che gli allevatori di bovini ed equini non si ammalavano. Nel 1746 fu aperto a Londra un ospedale dedicato ai malati di vaiolo, dove si praticava la variolizzazione.

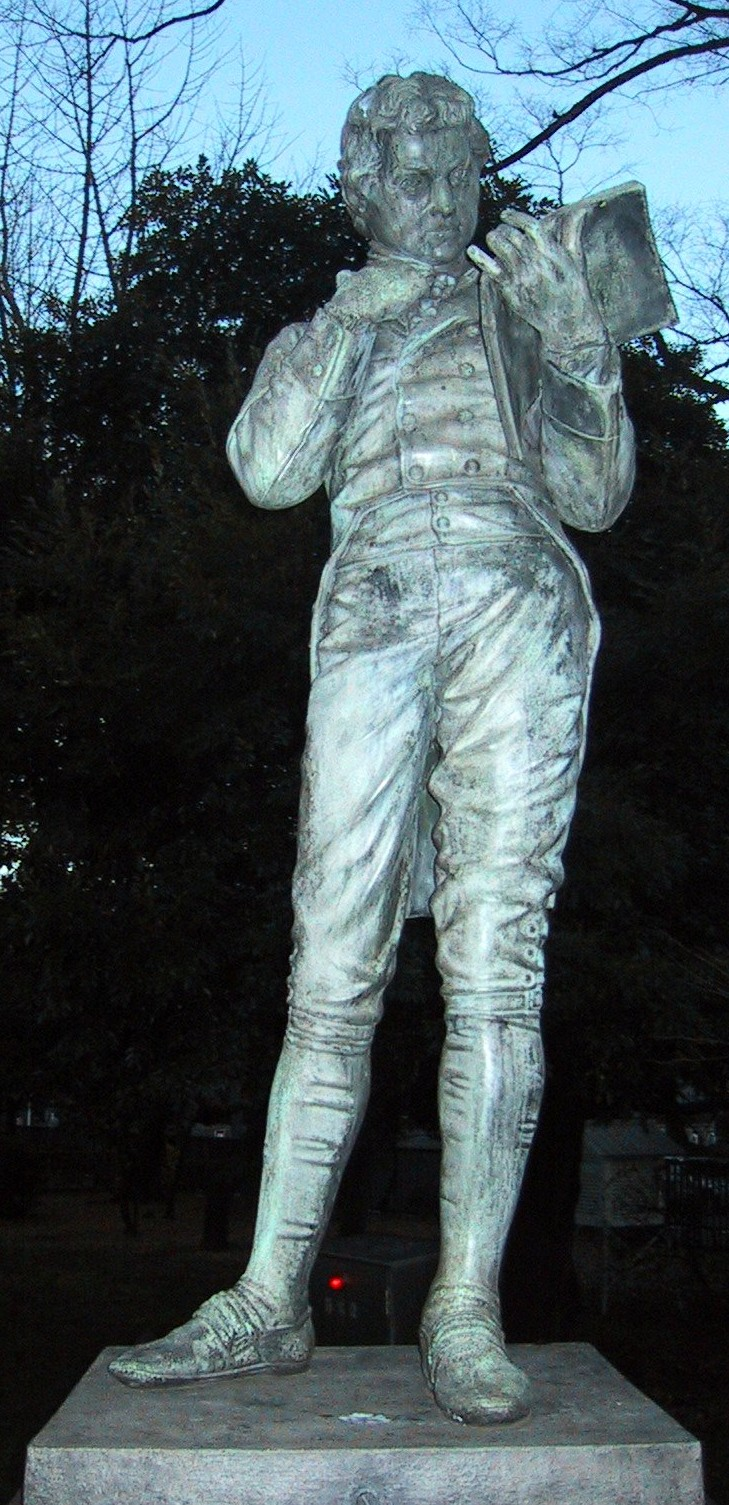
Statua di Edward Jenner presso il Museo nazionale di Tokyo

#### Gli anni londinesi
All'età di ventuno anni, insieme al fratello maggiore Stephen, Edward decise che era arrivato il momento di andare a Londra per imparare la pratica ospedaliera; per fare ciò decise di affidarsi a John Hunter, ex chirurgo dell'esercito e fratello minore del dottor William Hunter, titolare della migliore scuola di anatomia al mondo. Per cento sterline all'anno Jenner divenne il primo allievo di John Hunter, con l'esclusiva possibilità di avere contatti con il fratello maggiore di quest'ultimo, William.
La giornata in Jermyn Street iniziava molto presto e seguiva una routine fissa. I metodi di Hunter erano innovativi e affascinanti: se un esperimento non riusciva, si perseverava e, come egli stesso consigliava a Jenner, se un trattamento falliva significava che era sbagliato, anche se imposto dalle autorità. Il tempo veniva equamente suddiviso tra pazienti e ricerche. Ogni giorno Jenner e Hunter andavano avanti e indietro tra Jermyn Street e St. James Street, dividendosi tra il St. George's Hospital e il Westminster Hospital. Dalle due del pomeriggio e per circa cinque ore, Jenner seguiva dimostrazioni in sala di anatomia. Finite le lezioni, si occupava degli incarichi ricevuti da Hunter, quali dissezioni, preparazione di medicine, ecc. Dopo cena, infine, spesso i due si attardavano fino a notte fonda all'interno del laboratorio. La vita londinese offriva tantissimo, perfino troppo, al giovane Jenner: infastidito dal rumore, dai fumi e dallo sporco, non trovava di suo gusto il fascino di una così grande città. Nel luglio 1771, in occasione del matrimonio di John Hunter, Jenner rifiutò la proposta del dott. Solander di far parte di una spedizione come botanico, a dimostrazione di quanto niente al di fuori dell'apprendistato con Hunter riuscisse a stimolarlo.

#### La laurea e gli attestati
Il 15 maggio 1772, un documento a firma di William Hunter attestò la fine del suo apprendistato, nonché il brillante superamento di quattro corsi di anatomia e chirurgia. 
Nei mesi successivi Jenner si dedicò alla pratica della fisica, della materia medica, della chimica e della ostetricia. Il 1º dicembre dello stesso anno, con la firma del dott. Fordyce, Jenner ricevette il certificato finale che attestava il superamento dei corsi di fisica, materia medica e chimica; un altro attestato, da Thomas Denman e William Osborne, certificava infine il superamento del corso in ostetricia.

### Attività clinica: il ritorno a Berkeley
Edward Jenner decise di ritornare a Berkeley all'inizio della primavera. Berkeley gli appariva come il luogo ideale per iniziare la sua attività di medico. Il più grande quesito che si poneva era però dove iniziare a svolgere la sua attività e forse anche quando. In effetti, tanti erano gli amici da ritrovare, molte le visite da fare e da ricevere. Doveva ricreare il legame con il suo amato fratello Stephen, una delle figure più importanti della sua vita, pari a quelle di Hunter e della futura moglie Catherine: il primo per le sue grandi virtù e la fede ortodossa, il secondo per aver messo la verità prima di ogni cosa e la terza per la sua profonda religiosità e per averlo impregnato forse con la sua pietà. Come si evince da una lettera risalente al giugno del 1773 da parte di Hunter, dopo soli sei mesi gli affari procedevano alla grande, quasi come se i due anni di apprendistato dai fratelli Hunter avessero fornito Jenner di tutte le credenziali e le abilità che lo rendevano un chirurgo sopra la media per quel tempo. A testimonianza di ciò ci fu un caso particolare: a Edward fu richiesto di operare al Gloucester Infirmary, dove un certo Mr. Bailey, colpito da un "disturbo di delicata natura" (così definito da Baron), aveva espulso l'intestino crasso da un'ernia durante un grave attacco di vomito. Sfortunatamente il dottor Crump, il chirurgo più anziano, era malato, ma la situazione era critica e si decise di chiamare Edward Jenner da Berkeley. Jenner ricollocò l'intestino e suturò l'ernia con grande successo, cosicché Mr. Bailey visse altri vent'anni, a conferma delle grandi abilità del giovane chirurgo.

#### La vita a Berkeley
Gli anni successivi il ritorno a Berkeley possono essere analizzati grazie allo scambio continuo di lettere tra Jenner e Hunter. Tra il gennaio del 1776 e il settembre del 1778, ad esempio, Jenner si dedicò allo studio degli istrici, con particolare attenzione alla loro condizione durante il letargo nei mesi invernali. Nel 1777 Jenner iniziò uno studio sui delfini, dopo averne trovato i resti tra la sabbia dell'estuario del Severn. 
I rapporti con John Hunter andarono diradandosi e dalle lettere di quest'ultimo notiamo la tristezza che ne conseguiva, ma il giovane Jenner ne spiegherà anni dopo il motivo con una lettera indirizzata al dott. Parry, in cui gli spiegava di aver riconosciuto nell'amico Hunter i sintomi dell'angina pectoris e che se ne era allontanato in quanto troppo forte era il dolore provocato dalla consapevolezza della gravità del problema. Inoltre, Jenner scriveva di aver condotto degli studi che lo portavano ad affermare che il problema proveniva dalle arterie coronarie, quasi mai esaminate in precedenza in questi casi. Aveva infatti riscontrato nel caso di un certo Paytherus, affetto da questo disturbo, che nelle arterie coronarie si era formato uno strato di cartilagine che ostruiva il flusso corretto del sangue.

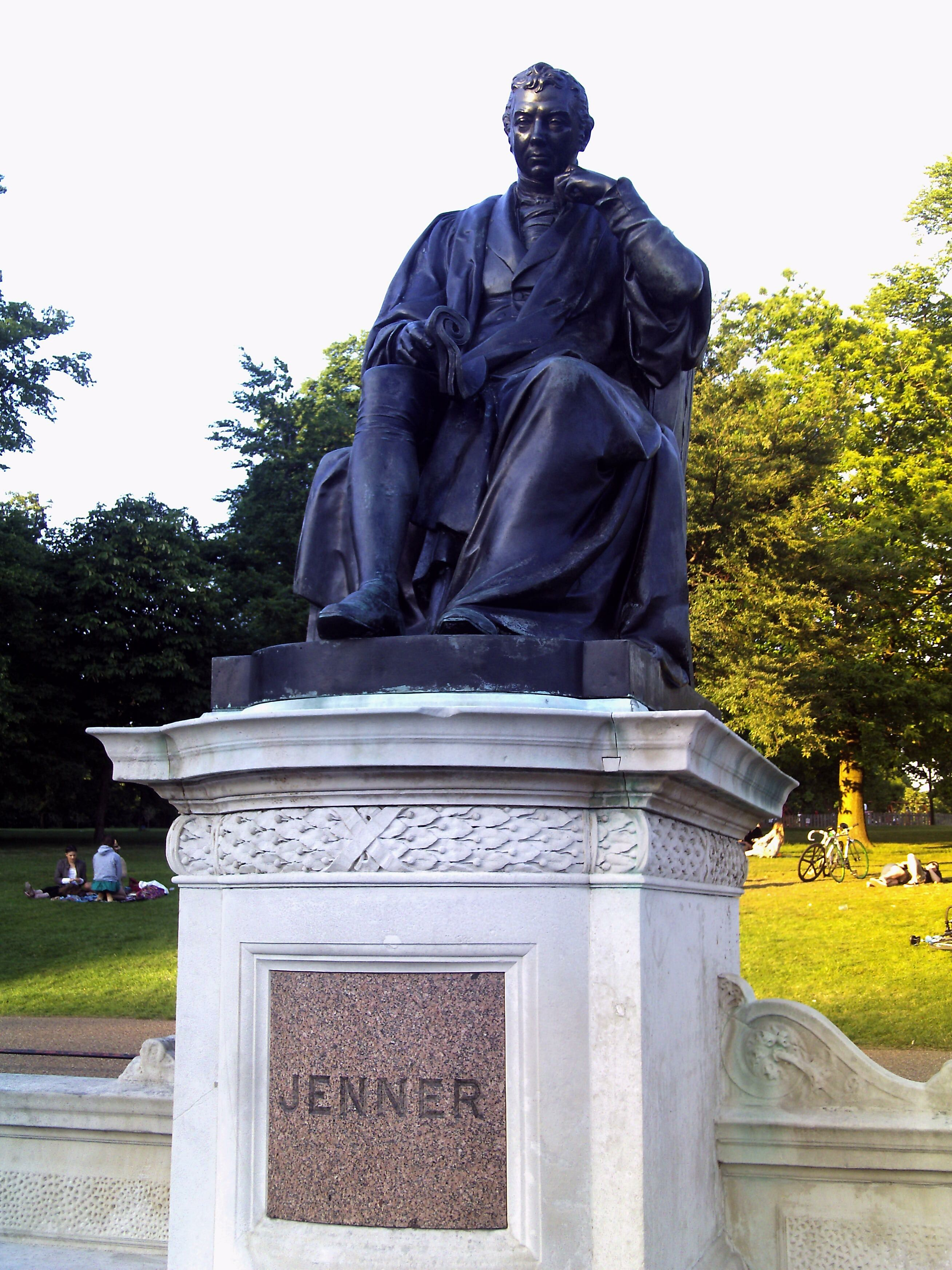
Statua di Edward Jenner presso i Kensington Gardens

Nella primavera del 1783 Jenner ebbe un attacco di malinconia che descrisse al suo confidente Gardner in alcune lettere. Le invenzioni della mongolfiera e degli aerostati dei fratelli Montgolfier riuscirono però a far riprendere Jenner, che prima della fine dell'estate passò molto tempo con Gardner a farli volare. Il lancio di un aerostato dal Champ-de-Mars stimolò Jenner, che ne costruì uno suo alimentato a idrogeno. Questo venne lanciato dal castello di Berkeley e volò accompagnato dai venti per circa dieci miglia, andandosi a fermare a poca distanza dal parco della residenza di Anthony Kingscote, padre di Catherine Kingscote (futura moglie di Jenner). Quando Jenner e Gardner andarono a recuperare l'aerostato, organizzarono un nuovo lancio di quest'ultimo proprio dal punto in cui era caduto, poiché niente riusciva a convincere Kingscote a renderglielo. Questo lancio divenne un evento sociale, cosicché tutte le figure di spicco delle zone circostanti si riunirono a Kingscote Park.
Tra il 1783 e il 1784 Jenner scrisse un opuscolo di undici pagine sul tartaro emetico, intitolato Cursory Observations On Emetic Tartar Wherein Is Pointed Out An Improved Method Of Preparing Essence Of Antimony By A Solution Of Emetic Tartar in Wine, con il quale auspicava un maggiore utilizzo delle medicine: il tartaro emetico era infatti utilizzato poco frequentemente e inoltre la sua prescrizione allontanava il paziente dal suo medico. In una lettera Hunter consigliò a Jenner di continuare a utilizzare questa sostanza, che sicuramente doveva prendere un nuovo nome, "Jenner's tartar emetic", come egli stesso consigliava; prometteva inoltre di promuoverne la vendita.
Gli studi sul cuculo da parte di Jenner iniziarono non appena tornato a Berkeley, ma furono più volte interrotti, principalmente perché il cuculo arrivava nel Gloucestershire solo in alcuni periodi dell'anno e anche perché capitava che in quei periodi Jenner fosse impegnato in altre ricerche che prendevano il sopravvento. In una lettera a Hunter, in cui venivano descritti prima il canto dell'uccello e poi le tecniche di accoppiamento, Jenner scrisse di aver trovato un uovo solo, dopo circa un mese dal loro ritorno, ovvero a maggio. In questa lettera viene spiegato che il cuculo deposita l'uovo nel nido della passera scopaiola, che non lo distingue dalle proprie. Inoltre, allo schiudersi delle uova, il piccolo cuculo prende tutte le attenzioni della madre adottiva a danno degli altri piccoli. Jenner descrisse di aver fatto diversi esperimenti e di aver notato che il cuculo appena nato buttava fuori dal nido gli altri piccoli o le altre uova, se non erano ancora schiuse; scrisse poi che la maggior parte degli uccelli non riconoscono se nel nido sono presenti uova diverse dalle loro, ma che anzi curano molto di più l'estraneo o addirittura covano solo quello, mettendo da parte le proprie uova o buttandole loro stessi giù dal nido.

##### Vita in famiglia
Il 6 marzo del 1788 Edward Jenner sposò Catherine Kingscote.
La prima casa di Edward, dopo aver sposato Catherine, fu la cosiddetta The Chantry, una grande casa sulla collina di Berkeley vicina al castello e alla chiesa del paese. La vita matrimoniale procedeva in modo idilliaco e nel gennaio del 1789 nasceva il primogenito Edward. Jenner con una lettera chiese a Hunter se volesse diventare il padrino del piccolo e la risposta arrivò poco dopo con due belle notizie: la prima era il consenso alla richiesta di fare da padrino al bambino, la seconda, inaspettata, era la nomina a membro della "Royal Society", premio dovuto al trattato scritto sul cuculo. 
Nel 1793 Hunter morì improvvisamente di angina pectoris, confermando le paure di Jenner risalenti a qualche anno prima. L'anno dopo la morte di Hunter, nacque la seconda figlia di Jenner, Catherine, che l'autunno successivo si ammalò di febbre tifoide. 
Nel marzo del 1797 nacque il terzo figlio, Robert Fitzhardinge, in un momento in cui Jenner aveva bisogno di consolazione per la morte, nel mese precedente, a 61 anni, del fratello Stephen.

### Gli studi sul vaiolo
Nel 1801 Jenner pubblicò The Origin of the Vaccine Inoculation, in cui spiegava che tra tutte le persone cui somministrava il vaccino vi erano alcune in particolare che erano andate incontro a quello che chiamavano vaiolo bovino, contratto mungendo le mucche da latte, che presentavano un vaiolo differente da quello che colpiva l'uomo ed è così che Jenner aveva iniziato a studiarlo. 
Per prima cosa, Jenner notò che tra questi mungitori, chi veniva infettato dal vaiolo bovino non presentava i sintomi della malattia, come se non vi fosse stato contagio. In seguito ai suoi studi, Jenner nel 1782 poteva già distinguere e riconoscere tre forme di vaiolo: quello umano, il più comune, che colpiva gli esseri umani; il vaiolo bovino, che colpiva le mucche da latte e contagiava i mungitori e una terza forma che colpiva i cavalli, dal quale sembrava potessero derivare per contagio le altre due forme.
Da questi studi deriva l'idea di Jenner che forse l'iniezione del vaiolo bovino poteva sostituire quella del vaiolo umano. Jenner aveva bisogno di sperimentare il nuovo vaccino e, visto che la moglie Catherine era incinta, decisero insieme di provare sul nascituro, ma per i diciotto mesi successivi alla nascita non vi furono casi di vaiolo bovino; così Jenner decise di provare lo stesso sul piccolo, ma con il vaccino, che però non diede risultati paragonabili a quelli che Jenner si aspettava dall'iniezione del cow-pox.
Una nuova idea nella mente di Jenner fu quella di scoprire se il contagio del vaiolo bovino potesse avvenire, oltre che dall'animale all'uomo, anche tra due uomini. La risposta si trova in una lettera che scrisse a Gardner il 14 maggio del 1796, in cui raccontò il suo esperimento: un bambino di nove anni, di nome James Phipps e figlio del suo giardiniere, aveva subito sul braccio un'iniezione del pus contenuto nella pustola della mano di una donna infettata da una mucca. Successivamente il ragazzo era stato infettato con il virus del vaiolo umano, che come aveva predetto non aveva causato effetti, grazie all'immunità sviluppata con la precedente infezione da vaiolo bovino.
Un nuovo esperimento fu condotto il 16 marzo 1798: John Baker guarì otto giorni dopo l'inoculazione, come scrisse Jenner in An Inquiry Into Causes and Effects of the Variolæ Vaccinæ (terza edizione, Londra 1801, pp. 33–34), illustrando il 18º caso clinico; il 28 marzo dello stesso anno venne compiuto un secondo esperimento: William Summers, di cinque anni e mezzo, presentava una tipica forma di vaiolo bovino cinque giorni dopo l'inoculazione, ma già nell'ottavo giorno tutti i sintomi sparirono.
I risultati degli esperimenti erano soddisfacenti e così, insieme all'amico Gardner, al dott. Worthington e a Henry Hicks, Jenner stese una relazione che inviò alla Royal Society, ma che fu rifiutata poiché troppo rivoluzionaria.

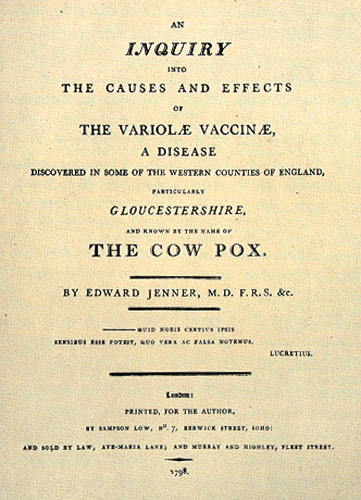
An Inquiry Into Cause and Effects of the Variolæ Vaccinæ

#### An Inquiry Into Causes and Effects of the Variolæ Vaccinæ
In risposta a questo rifiuto, nel 1798 Jenner scrisse An Inquiry Into Causes and Effects of the Variolæ Vaccinæ, un'inchiesta contenente ben 23 casi in cui l'inoculazione del vaiolo bovino aveva significato un'immunizzazione contro il vaiolo umano, che tutt'al più si presentava in forma lieve e durava solo qualche giorno senza gravi conseguenze. In questo documento, per la prima volta, venne utilizzato il termine virus.
Dopo la pubblicazione dell'inchiesta si iniziò la pratica della vaccinazione di vaiolo bovino e in soli dieci anni i casi di vaiolo si ridussero da 18 596 a 182.
La speranza di Jenner non era quella di abolire l'inoculazione contro il vaiolo, bensì quella di cambiarla con l'uso del vaiolo bovino a discapito del vaiolo umano, metodo che divenne noto come “inoculazione jenneriana”. Per la prima volta un chirurgo di Plymouth, Dunning, coniò il termine vaccinazione. Lo stesso Napoleone in quegli anni rese obbligatorio il vaccino per il suo esercito. Nel 1800 a Berlino venne fondata la Royal Vaccine Institution e nel 1820 il vaccino aveva già fatto il giro di tutto il mondo.

### La fama londinese
In seguito al grande successo avuto dal vaccino da lui scoperto, la vita di Jenner cambiò radicalmente. Il suo soggiorno a Londra iniziato il 31 gennaio del 1800 fu un susseguirsi di inviti e omaggi da parte delle più illustri personalità e lo stesso re Giorgio III volle incontrarlo; il 7 marzo Jenner si presentò al suo cospetto con una copia del libro contenente una prefazione con dedica al monarca, scritta apposta per l'occasione. Il 27 marzo fu il turno della regina Carlotta e dopo qualche giorno quello del Principe del Galles. Nel febbraio dello stesso anno Jenner ricevette la medaglia della marina per servizi medici, la prima di una lunga serie.

### Di nuovo a Berkeley
Il soggiorno di Jenner a Londra si concluse quando la moglie Catherine si ammalò di tubercolosi, con la decisione di ritornare a Berkeley, dove la vita della famiglia sarebbe stata più tranquilla e dove lui stesso poteva dedicarsi all'attività di medico di campagna. 
Le condizioni di Catherine migliorarono già nella primavera del 1803. Nel maggio dello stesso anno la Royal Jennerian Society (fondazione creata nel 1801 con il consenso del re in onore della scoperta del vaccino) tentò di convincere Jenner a tornare a Londra per festeggiare il suo compleanno, invito che venne rifiutato per non lasciare sola la moglie.
Quelli che seguirono furono anni molto tristi e pieni di dolore per Jenner: nel gennaio del 1809 morì improvvisamente il primogenito Stephen, in seguito a un inverno molto freddo che lo aveva fortemente debilitato, e nell'agosto dello stesso anno morì a ottant'anni la sorella maggiore Mary. Nel 1812 fu la volta anche della sua ultima sorella, Anne Davies. Nell'agosto del 1815 la moglie Catherine fu colpita da un grave attacco di bronchite e morì il successivo 13 settembre, concludendo un ciclo di pesanti perdite per l'ormai sessantaseienne Jenner.

### Gli ultimi giorni
Nell'estate del 1816 Jenner ricevette una visita dell'amico Baron, il quale improvvisamente ebbe un attacco di tonsillite e faringite, costringendo Jenner, che non aveva ancora perso la sua abilità di chirurgo, a eseguire una tracheotomia che gli salverà la vita.
Il 25 gennaio del 1823, mentre era nella sua camera in attesa della colazione, Jenner cadde dal letto, colto da un attacco improvviso di apoplessia; inutili furono i soccorsi dei presenti e l'arrivo dell'amico Baron, che non poterono fare altro che stare a guardare tristemente l'amico che moriva. Alle 3 del mattino del 26 gennaio 1823, Jenner morì per le conseguenze dell'ictus.

## Jenner e la Massoneria
Non si conosce la data di iniziazione di Jenner alla Massoneria. Si sa però che fu Maestro Venerabile della sua Loggia di appartenenza, la Royal Faith and Friendship nº 270 all'Oriente di Berkeley, dal 1811 al 1813.
Altri documenti ne attestano la presenza a diverse cerimonie massoniche fino al 1822, pochi mesi prima della morte.